# NGC 6520
NGC 6520 (również OCL 10 lub ESO 456-SC42) – gromada otwarta znajdująca się w gwiazdozbiorze Strzelca. Odkrył ją William Herschel 24 maja 1784 roku. Jest położona w odległości ok. 6,2 tys. lat świetlnych od Słońca. Gromada ta liczy około 150 milionów lat.